# ジャン・ド・ラ・フォンテーヌ

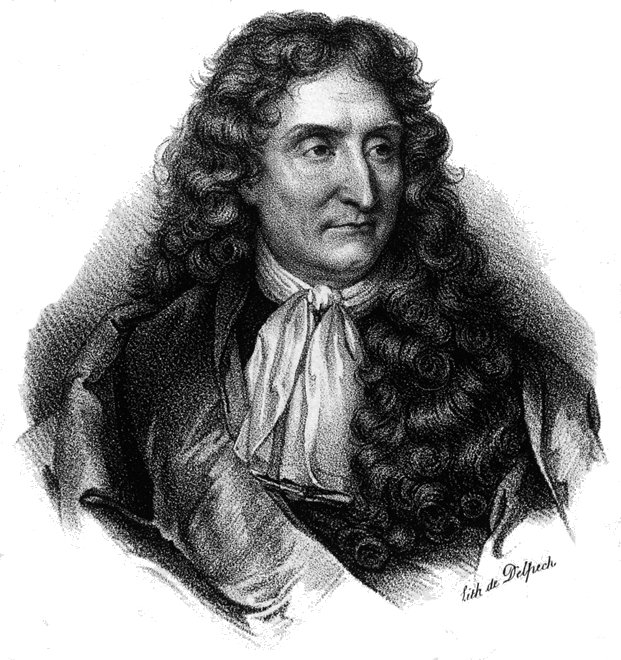
ジャン・ド・ラ・フォンテーヌ

ジャン・ド・ラ・フォンテーヌ（Jean de la Fontaine, 1621年7月8日 - 1695年4月13日）は、17世紀フランスの詩人。
イソップ寓話を基にした寓話詩（Fables、1668年）で知られる。（北風と太陽、金のタマゴを産むめんどりなど）
有名な格言に「すべての道はローマへ通ず」や、ことわざ「火中の栗を拾う」を残した。
フランス人は全員、小学生の時にフランス語の授業で彼の寓話詩を数編ほど暗唱する（暗唱させられる）。フランス人なら誰もが知っていて一生忘れない寓話詩の書き手。

## 邦訳
- 『寓話 上』中村通介訳 肇書房 1942
- 『かえるの王様 ラフォンテーヌ童話集』山川篤訳 創芸社 1948
- 『ラ・フォンテーヌ寓話集 ふぁーぶる』梶耕吉訳 好江書房 1948
- 『風流譚』第1－3 沢木譲次訳 河出書房 1949-1950
- 『お猿の裁判官 ラ・フォンテーヌ童話』平野威馬雄訳 福村書店 1950
- 『ラ・フォンテーヌ寓話』市原豊太訳　白水社 1951-1957
- 『世界風流文学全集 第4巻 コント』佐藤輝夫訳 河出書房 1956
- 『ラ・フォンテーヌ寓話』ドレ 插画 窪田般弥訳 社会思想社 1969
- 『寓話』今野一雄訳 岩波文庫 1972（完訳）
- 『ラ・フォンテーヌ寓話』川田靖子訳 玉川大学出版部 1979
- 『ラ・フォンテーヌ寓話』ブーテ・ド・モンヴェル画 伊藤比呂美訳 白泉社 1981
- 『図説ラ・フォンテーヌ寓話』ギュスターブ・ドレ画 一橋出版 1983
- 『ラ・フォンテーヌの小話』三野博司 木谷吉克訳 社会思想社 現代教養文庫 1987-1991

## 関連書籍
- G・E・ボワソナード『経済学者ラ・フォンテーヌ』久野桂一郎訳 みすず書房 1979